# 東方專員轄區
東方專員轄區（德語：Reichskommissariat Ostland，簡稱RKO）是二戰期間德國在波羅的海三國（愛沙尼亞、拉脫維亞和立陶宛）以及白俄羅斯的部份地區建立的政權。於1941年7月17日根據元首法令成立，並隸屬於「被佔東部領土國家部長」。隨後於7月25日中午正式實施民政管理。和烏克蘭等其他東部佔領區不同的是，德國也曾計劃移民德國人來此定居，這裡的許多城市也被換成德語名字。在二戰末期，蘇聯軍隊於1945年5月10日重新佔領了這一專員轄區，最後一個佔領的部分是庫爾蘭半島。

## 行政区划
东方專員辖区分为四个“总管区”（Generalbezirke），分别是爱沙尼亚、拉脱维亚、立陶宛和白鲁塞尼亚（白俄罗斯），每个总管区都由一个“总管”（Generalkommissar）统治。总管区又分为“地区”(Kreisgebiete)。同时，前波罗的海国家的县级行政（爱沙尼亚的马科纳德、拉脱维亚的阿普林卡、立陶宛的阿普斯克里蒂斯）被保留为更加次级的“次地区”(Kreise）。东部的被征服领地在战时一直处于军事占领状态，这么做的目的是准备把这些领土纳入未来东方领的领土中，也就是说，英格里亚（英格曼兰）、斯摩棱斯克、普斯科夫和诺夫哥罗德地区将被纳入專員辖区。按照计划，爱沙尼亚的新东方边境将被扩展到列宁格勒-诺夫哥罗德线，因此伊尔门湖和沃尔霍夫河将成为波罗的国家的新东方边境；拉脱维亚的领土将延伸到大卢基地区；白俄罗斯的领土将延伸到斯摩棱斯克地区。东方專員辖区的政府由欣里希·洛泽总督领导。在他之下的次级领导按照从高到低的顺序排列，依次是：总管领导总管区，区管领导地区。
整个地区的行政中心（即帝國專員的办公中心）是拉脱维亚的里加。

## 列表

### 爱沙兰总管区
行政中心：雷瓦尔（塔林）
由卡尔-西格蒙德·利茨曼总管统治。
分为七个“地区”：
- 奥伦斯堡（库雷萨雷）
- 纳尔瓦（纳尔瓦）
- 多尔帕特（塔尔图）
- 佩尔瑙（派尔努）
- 佩楚尔（佩切里）
- 雷瓦尔郊區（塔林）
- 雷瓦尔市區（塔林）

### 拉脱兰总管区
行政中心：里加
由奥托-海因里希·德雷克斯勒总管统治。
分为六个“地区”：
- 迪纳堡（陶格夫匹尔斯）
- 利包（利耶帕亚）
- 米陶（叶尔加瓦）
- 里加郊區
- 里加市區
- 沃尔马（瓦尔米耶拉）

### 立陶恩总管区
行政中心：考恩（考纳斯）
由特奥多尔·阿德里安·冯·伦特恩总管统治。
分为六个“地区”:
- 考恩郊區（考纳斯）
- 考恩市區（考纳斯）
- 波内韦施（帕内韦日斯）
- 绍伦（希奥利艾）
- 维尔纳郊區（维尔纽斯）
- 维尔纳市區（维尔纽斯）

### 白鲁塞尼亚总管区
设立于原白俄罗斯苏维埃社会主义共和国领土（包括西白俄罗斯，和被苏联吞并的原属波兰的维尔诺省和新格鲁代克省）。
行政中心：明斯克。
由威廉·库贝总管（1941年-1943年）和库尔特·冯·戈特贝格总管（1943年-1944年）统治。
分為十一個“地區”：
- 巴拉诺维切 (巴拉诺维奇)
- 巴里绍 (鲍里索夫)
- 汉策维奇 (甘采维奇)
- 利达
- 格卢博科耶
- 明斯克郊區
- 明斯克市區
- 新格鲁代克（新格鲁多克）
- 斯洛尼姆
- 斯卢茨克
- 维莱伊卡 (维列伊卡)

1943年12月21日，威廉·库贝成立了白俄罗斯中央拉达（一个通敌傀儡政权），该政权与德国行政当局同时存在。1944年4月1日，白鲁塞尼亚总管区从东部專員辖区脱离，并被置于被佔東部領土帝國部長的直接管理之下。

## 外部連結
- Statistical and Cartographic Report on the Reichskommissariat Ostland published in 1942 （页面存档备份，存于）
- "Deportationen in das "Reichskommissariat Ostland", 1941/42"
- "Deutsche Post Ostland" （页面存档备份，存于）
- "German Occupation of the Estonia, Latvia, Lithuania, Belarus and North Russia"
- "Ostland Kalender 1944" (cover) （页面存档备份，存于）
- "Reichskommissariat Ostland" (map) （页面存档备份，存于）
- SS-Brigadeführer Franz Walter Stahlecker's "coffin map" （页面存档备份，存于）
- Map